# Tomasz Marek Leoniuk

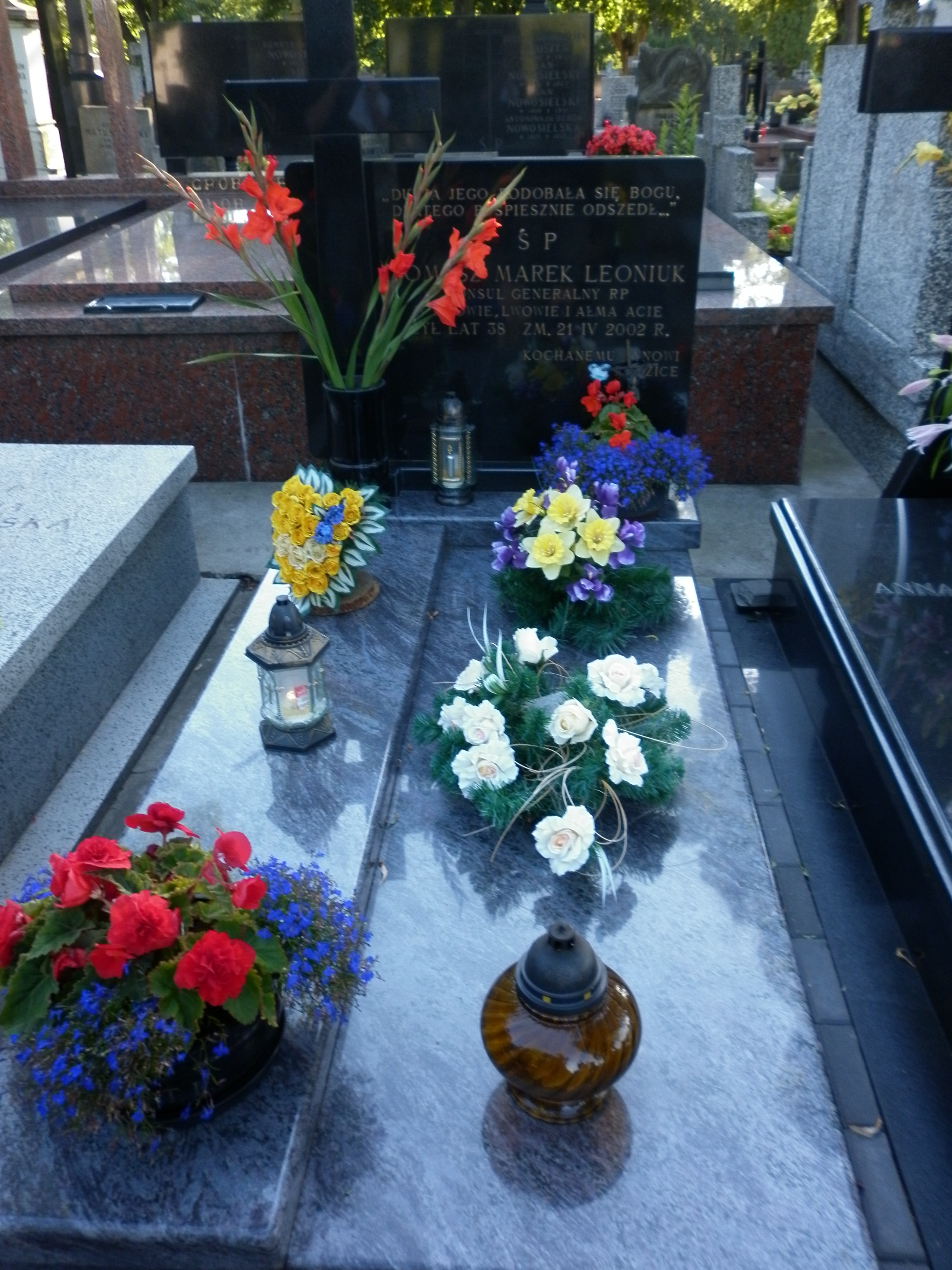
Grób na starym cmentarzu na Służewie

Tomasz Marek Leoniuk (ur. 7 października 1963 w Łodzi, zm. 21 kwietnia 2002 we Lwowie) – polski urzędnik. Konsul Generalny we Lwowie (1995–1997).

## Życiorys
W 1976 wraz z rodzicami przeprowadził się do Warszawy, gdzie ukończył Liceum Ogólnokształcące im. Antoniego Dobiszewskiego, a następnie historię na Uniwersytecie Warszawskim (1983–1988).
W czasie studiów był członkiem założycielem stowarzyszenia „Towarzystwo Pomost”, popularyzującego wiedzę o problematyce etnicznej krajów „Międzymorza”. Osobiście uczestniczył w obalaniu Muru Berlińskiego. Kilkakrotnie organizował studencką służbę porządkową podczas pielgrzymek Jana Pawła II. Po studiach pracował w dziale powstania warszawskiego Muzeum Historycznego m.st. Warszawy.
W 1989 Leoniuka zatrudniono w Departamencie ds. Młodzieży Urzędu Rady Ministrów. Po kilku miesiącach trafił do Departamentu Konsularnym Ministerstwa Spraw Zagranicznych. W 1991 został wicekonsulem RP w Kijowie, a następnie do 1995 kierował tamtejszym Konsulatem Generalnym. Na tym stanowisku doprowadził m.in. do zarejestrowania Federacji Organizacji Polskich na Ukrainie. Od 1 lutego 1995 do 31 sierpnia 1997 Konsul Generalny we Lwowie. Po krótkim momencie w centrali w MSZ, przebywał na placówkach konsularnych w Taszkencie i w Ałmaty.
Zmarł 21 kwietnia 2002 w czasie prywatnego pobytu we Lwowie. Spoczął na starym cmentarzu na Służewie.
Odznaczony Złotym Medalem Opiekuna Miejsc Pamięci Narodowej. Doktor honoris causa Tarnopolskiego Instytutu Szkolnictwa Pedagogicznego.